# Изригване на Санторини
Изригването на Санторини или Изригването на Тира е катастрофално плинианско вулканично изригване (по описаното от Плиний Стари такова на Везувий), последвано от силно земетресение.
Изригването на Санторини (или Тира) е в средата на второто хилядолетие пр.н.е. Придружено е от силно земетресение. В резултат от природния катаклизъм древният остров потъва и се образува сегашната островна група, като вулканичният кратер сега е на морското дъно между островите.
Вулканичната експлозия изхвърля 60 km³. магма от кратера на вулкана, а височината на вулканичния облак достига средата на стратосферата на 38 – 39 km. Експлозията на вулкана Санторини е равна по сила на взрив от около 200 хиляди атомни бомби като тази, пусната над Хирошима. Вулканичният кратер е с диаметър 14 km и с площ от 80 km². Следи от санторинското изригване са намерени по крайбрежията на Северна Африка (делтата на Нил) и Мала Азия.

## Дата
Датата на изригването е предмет на спор сред археолози, вулканолози и изследователи на климата. Нови данни сочат, че изригването е станало в края на XVII в. пр. Хр. и по-точно през 1628/7 г. пр. Хр., вместо по-ранно приетата дата в XVI в. пр. Хр. Тези данни включват радиовъглеродни изследвания, както и косвени показатели като следи в ледникови проби от Гренландия и засечено забавяне в растежа на дърветата в Северното полукълбо, потенциално свързани с изригването на Тира и последвалото разпространение на вулканична пепел.

## Последици
Тезата, че изригването на Санторини е причината за изчезването на критско-минойската цивилизация на остров Крит, днес е отхвърлена. Счита се, че изригването е предизвикало вълна с височина 6 – 11 m, която е причинила разрушения по северния бряг на Крит, но изследвания върху керамиката показват, че упадъкът на минойските общности започва няколко поколения след изригването на Санторини.